# Ruta del Toro
La Ruta del Toro è un percorso turistico del Campo de Gibraltar che passa attraverso le zone di allevamento del toro da corrida (toro de lidia) e del retinta autoctono, quest'ultimo rinomato per le sue carni.
È possibile osservare il totemico animale nel suo habitat naturale, il pascolo, nelle zone del Campo de Gibraltar, La Janda o le campagne di Jerez, che posseggono inoltre un enorme valore paesaggistico e culturale.
La Ruta va da Jerez de la Frontera fino a Tarifa, passando per i comuni di San José del Valle, Paterna de Rivera, Medina-Sidonia, Benalup-Casas Viejas, Alcalá de los Gazules, Jimena de la Frontera, Castellar de la Frontera, San Roque e Los Barrios.